# 大卡陶
大卡陶是匈牙利的城鎮，位於該國中部，距離首都布達佩斯約60公里，由佩斯州負責管轄，面積81.61平方公里，2011年人口12,584，其中約七成居民信奉天主教。

## 外部連結
- Street map（页面存档备份，存于） （匈牙利文）